# Porsche 909 Bergspyder
La Porsche 909, surnommée « Bergspyder », était une voiture de sport du type roadster conçue et construite par Porsche en 1968 dans le but de participer à des épreuves de courses de côte, notamment au championnat d'Europe de la Montagne. La Porsche 909 ne participa qu'à deux épreuves du championnat d'Europe de la Montagne (Gaisberg et Mont-Ventoux) à chaque fois pilotée par Rolf Stommelen. À la fin de la saison 1968, Porsche se retira des courses de côte pour concentrer ses efforts sur le championnat du monde des voitures de sport et les rallyes. La Porsche 908/3 qui courut en 1970-1971 a été fortement influencée par la Porsche 909.

## Historique
Porsche remporta de nombreuses victoires dans le championnat d'Europe de la Montagne avec la 907, la 908 et la 910. Le constructeur de Stuttgart gagna ce championnat en 1966 et 1967 avec Gerhard Mitter, mais en 1968 Ferrari annonça la production d'une toute nouvelle voiture, beaucoup plus légère que les Porsche. Ferdinand Piëch, le responsable du département technique de Porsche, entama immédiatement le développement d'une voiture pour battre les nouvelles Ferrari. C'est ainsi que la Porsche 909 vit le jour. Elle était surnommée « plastic Porsche » ou Porsche en plastique. Elle était équipée d'un moteur huit cylindres à plat de deux litres de cylindrée développant 275 ch. La voiture ne pesait que 420 kg mais Ferdinand Piëch, affirma que son poids n'était en réalité que de 375 kg, ce qui ne fut jamais officiellement vérifié. La grande légèreté de cette voiture était due à son dépouillement extrême et à l'utilisation de matériaux très légers.
Néanmoins la Porsche 909 souffrit d'une tenue de route difficile et les pilotes lui préféreront la 910 Bergspyder, qui avait une année de développement derrière elle. 
Au passage, rectifions une erreur fréquente : ce n'est pas avec la 909 que le 8 juin 1968 Ludovico Scarfiotti se tua ; c'est avec la 910 Bergspyder qu'il sortit et s'écrasa contre des arbres en bordure de route. L'accident eut lieu à Rossfeld en Allemagne. Un accélérateur coincé fut soupçonné d'avoir provoqué l'accident. 
La 909 qui devait débuter en août à Sierre-Crans Montana, deux mois après la mort de Scarfiotti, ne débuta qu'en septembre au Gaisberg (Stommelen 3e) puis au Ventoux (Stommelen 2e) derrière des 910 Bergspyder pour sa deuxième et dernière course.